# Ford 1949
Ford 1949 és un model d'automòbil de la Ford Motor Company dels Estats Units, que es va començar a fabricar l'any 1949.

## Història
Després de la bona acceptació del model Ford 1941 versió 1948, Ford redissenya els cotxes per a l'any 1949, es tractava d'un cotxe nou, mantenint els motors de 6 cilindres en línia i el motor V8, amb millores de potència.
Els Ford 1949 debuten en una festa de gala que es va realitzar a l'Hotel Waldorf-Astoria de Nova York al juny de 1948. La nova estructura d'acer integrada va ser anunciat com un "cos de salvavides", i fins i tot el vagó de fusta era d'acer al seu interior.
 
Les línies de luxe i super luxe van ser substituïdes per una nova norma, els cotxes tenien un aspecte modern amb parafang posterior completament integrada i una defensa al front i a la part posterior de l'automòbil molt vistosa d'acer cromat.

## Anys 1950 - 1951
L'any 1950 va veure un nou Ford "sedan esportiu" de dues portes amb dos tons de pintura destinat a donar batalla a la competència amb la marca Chevrolet, que havien tret al mercat un model molt popular l'any 1950.
El 1951 Ford va presentar un opcional, el Ford-O-Matic de transmissió automàtica, vehicle que surt per primera vegada al mercat automobilístic.

### Galeria d'imatges

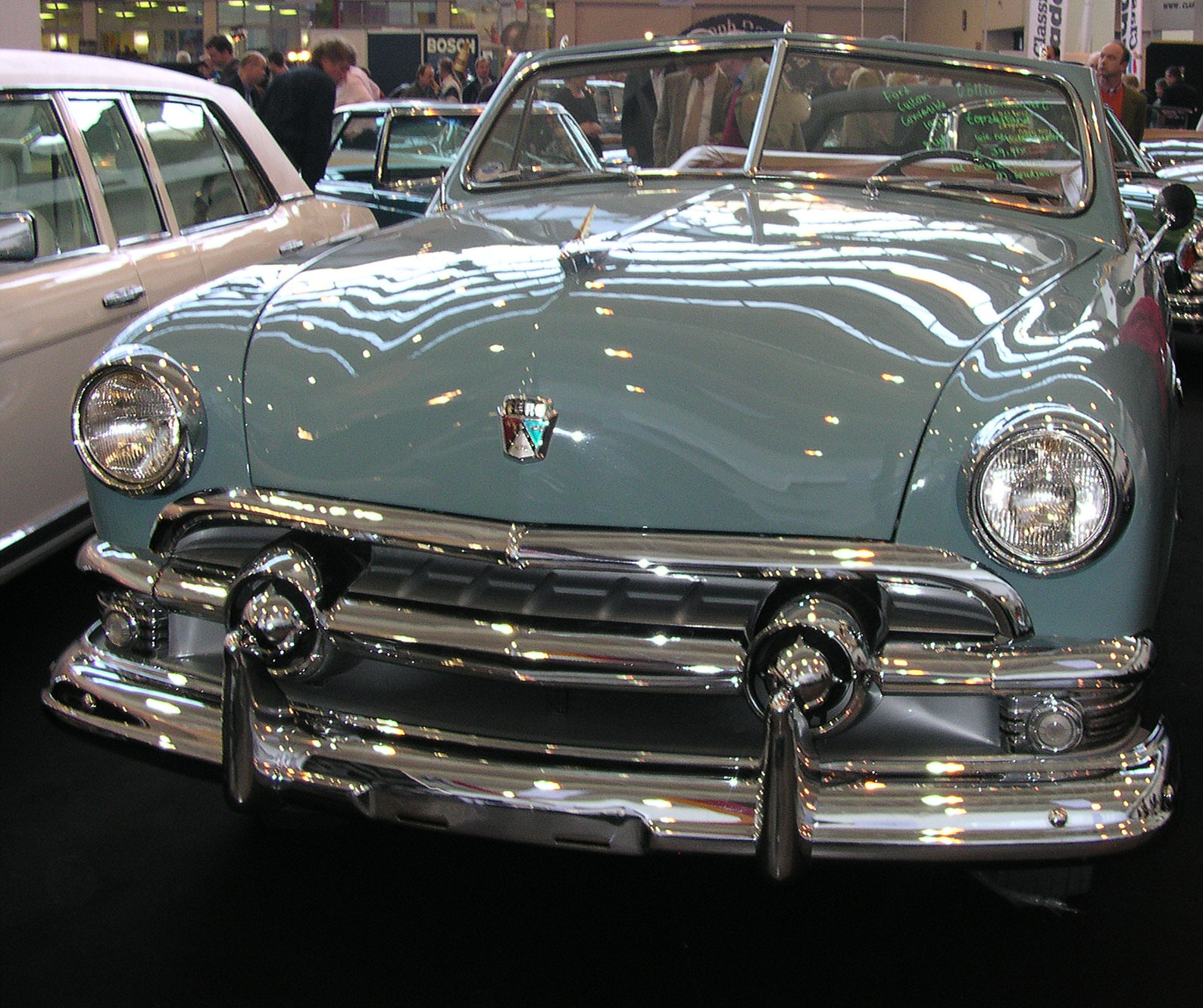
Ford 1951 cabriolet (vista frontal)
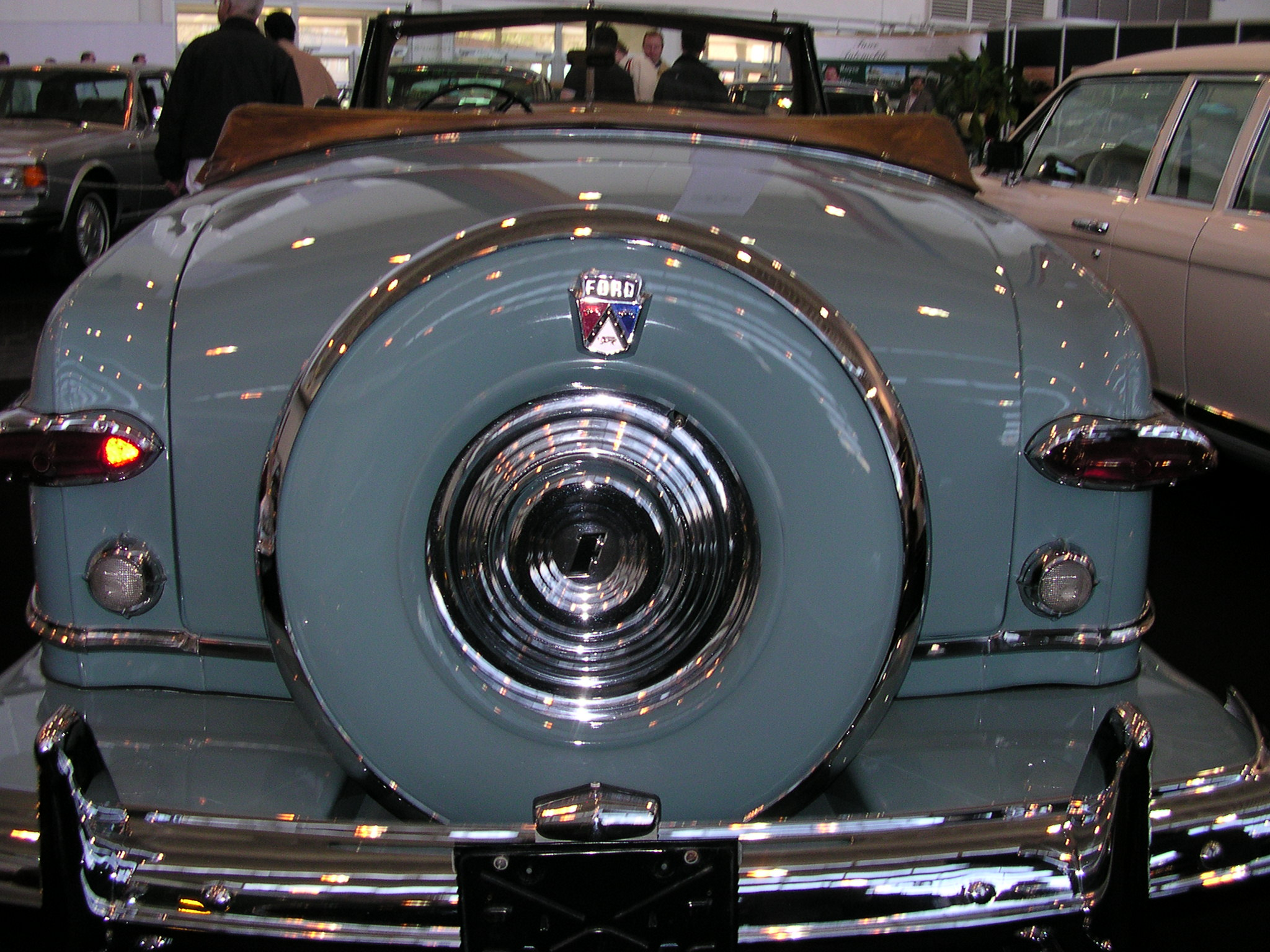
Ford 1951 Cabriolet (vista posterior)
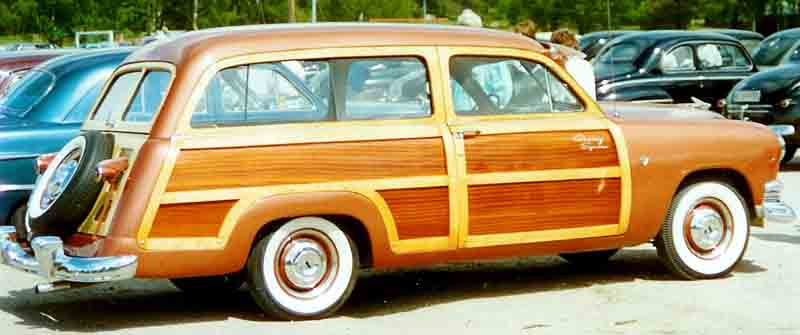
Ford 1951 V-8 Station Wagon
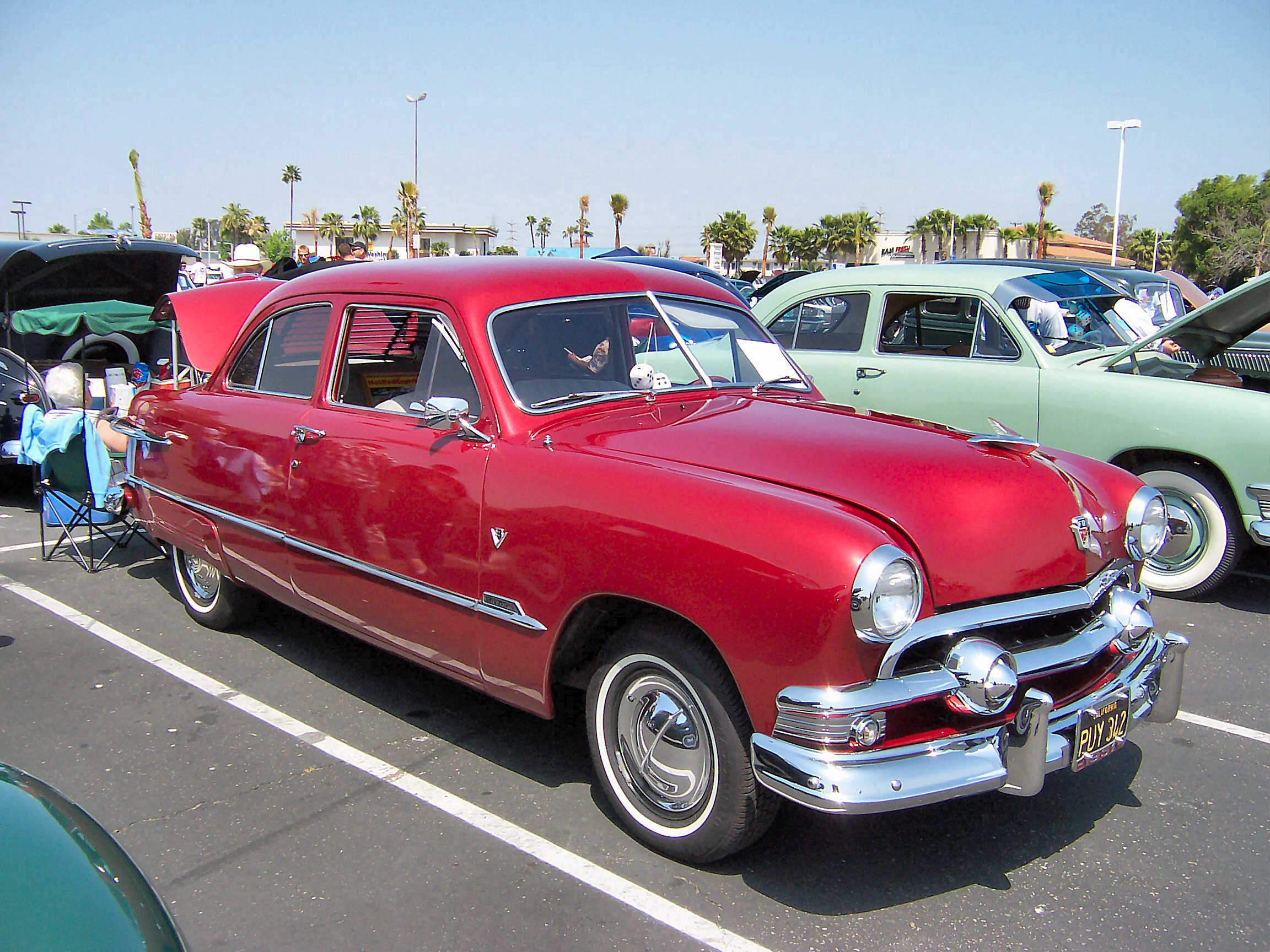
Ford 1951 super de luxe
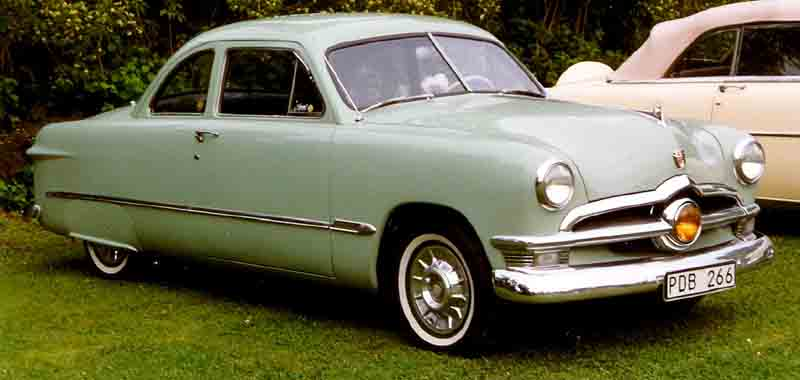
Ford 1950 custom de luxe
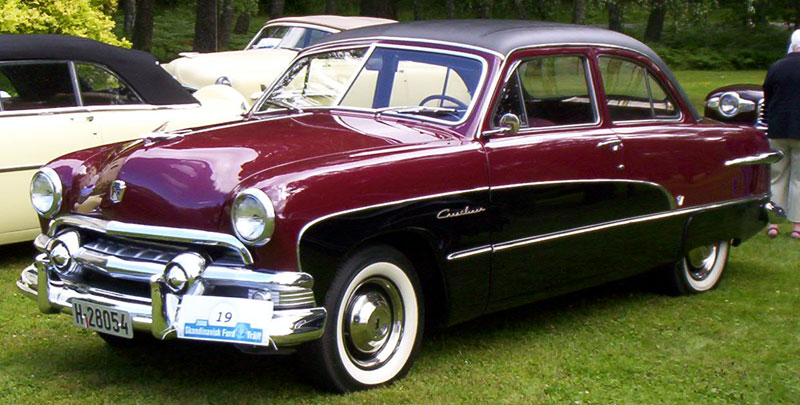
Ford 1951 de dos colors
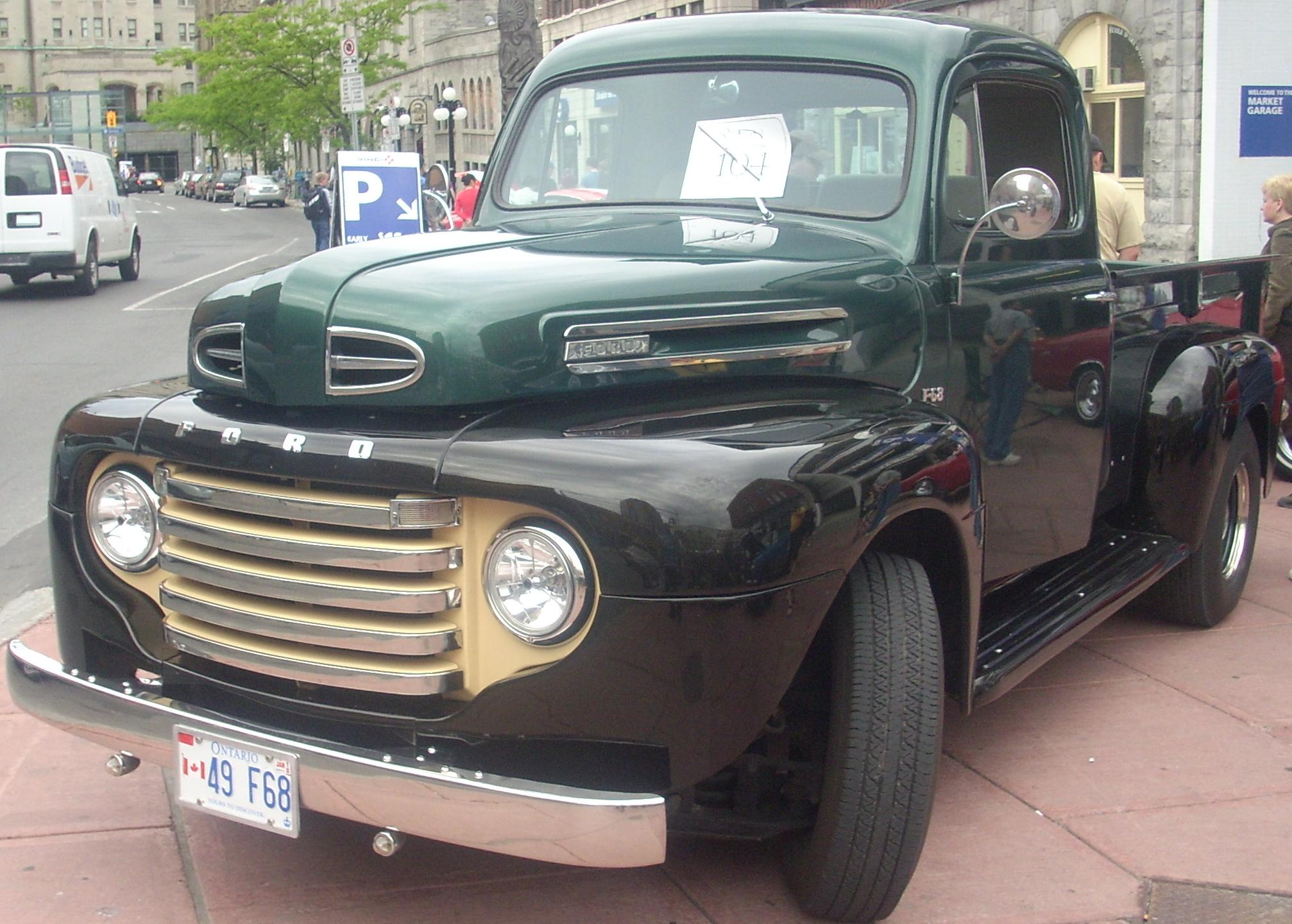
Ford 1949 camioneta
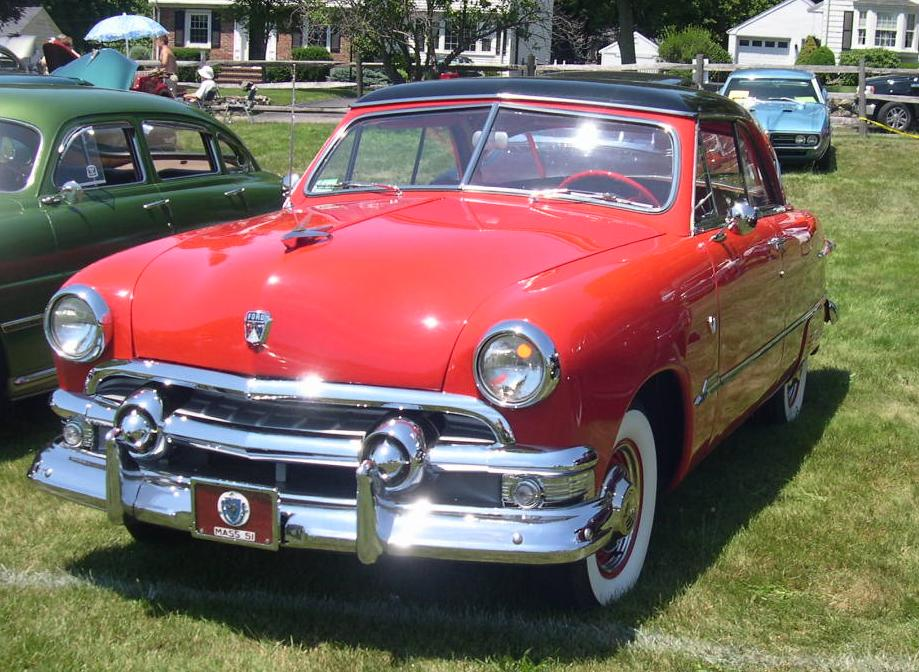
Ford 1951 custom cupè V8